# Dvorak (jeu)
Pour les articles homonymes, voir Dvorak.
Dvorak est un jeu de cartes personnalisable qui se joue avec un deck de cartes à jouer blanches. Les joueurs écrivent et dessinent sur ces cartes avant ou durant le jeu (on peut aussi utiliser n'importe quels bouts de papier). Dvorak peut également être joué par Internet sur des serveurs dédiés. Dvorak est une évolution du jeu des 1000 cartes blanches.

## Règles
Le jeu consiste principalement de deux types de cartes : les cartes Actions, qui sont placées dans la défausse du jeu une fois jouées, et les cartes Choses, qui restent en jeu sur la table devant le joueur qui les a jouées.
Le gagnant est déterminé par les règles du deck utilisé. Gagner nécessite souvent qu'un joueur atteigne un certain but ou joue une certaine carte, mais chaque deck est différent. Certains decks permettent l'élimination des joueurs ; dans ces decks, le gagnant est habituellement le dernier joueur restant.

### Création de cartes

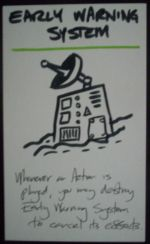
Un exemple de carte d'un jeu de Dvorak

Une carte doit avoir un nom, écrit dessus lors de sa création. Elle ne doit pas forcément avoir d'effet (si elle en a un, il doit être inscrit sur la carte). Certains joueurs ajoutent également un dessin et/ou une description.
Les decks sont constitués avant ou durant la partie. Lorsqu'une carte est créée, elle est immédiatement montrée aux autres joueurs pour approbation par vote unanime. Cette carte est alors placée au hasard dans la pioche si elle acceptée par les autres joueurs ; sinon, elle est rejetée et mise de côté sans avoir d'effet sur le jeu.
Le champ de possibilités est extrêmement vaste et n'importe quel thème peut être utilisé. Par exemple, un deck ayant pour thème Frankenstein aura pour cartes Choses des membres du corps qui, une fois réunies par un joueur, pourront être animées par une carte Action nommée « éclair » qui lui permettra de gagner la partie en insufflant la vie dans sa créature, etc.

### Jouer
Pour commencer une partie, battre les cartes et constituer une pile de pioche, cartes retournées ; aménager un espace pour la pile de défausse à venir, où les cartes seront placées face visible. Distribuer cinq cartes à chaque joueur, puis déterminer aléatoirement le joueur qui commence. Le jeu se déroule par tours ; lorsqu'un joueur a fini son tour, c'est au tour du joueur suivant, dans le sens des aiguilles d'une montre (à moins que les règles du deck ou d'une carte ne soient différentes).
Pour commencer son tour, le joueur doit piocher une carte, puis il peut jouer une de ses cartes Action et/ou une de ses cartes Chose, ou aucune s'il le désire. Son tour prend ensuite fin et il doit se défausser d'autant de cartes que nécessaire pour qu'il n'ait plus que cinq cartes.
Si la pioche est vide lorsqu'un joueur doit piocher, la pile de défausse est mélangée pour former une nouvelle pioche. Si la pile de défausse est également vide, cependant, les joueurs devront simplement continuer le jeu sans piocher.

### Règles spéciales
Certains decks contiennent des « règles spéciales » qui modifient les règles de base. Elles peuvent par exemple diminuer le nombre de cartes maximal par joueur à trois cartes, ou même créer un type de cartes autre que Action ou Chose. Bien que les possibilités soient presque infinies, on utilise le plus souvent ces règles spéciales pour dire aux joueurs comment gagner la partie.
Lorsqu'elles sont créées, les règles spéciales doivent être proposées et acceptées par les autres joueurs comme les cartes normales. Cependant, elles sont mises à part des autres cartes une fois acceptées. Elles ne comptent pas comme des « cartes » dans les règles.

### Conflits de règles
Certaines cartes, autres que les cartes contenant les règles spéciales, peuvent modifier les règles. Par exemple, si quelqu'un joue une carte (Action, par exemple) qui dit « Tirez trois cartes pour commencer votre tour », la règle basique de départ « Tirez une carte au début du tour » ne s'applique plus à ce joueur.
D'autre part, si une carte interdit quelque chose alors qu'une autre la permet, l'interdiction est prioritaire (ainsi, « personne ne peut tirer de cartes » l'emporte sur « tirer une carte »). Si des cartes se contredisent sur le même sujet, la plus précise est prioritaire (par exemple, « Ce joueur doit avoir sept cartes en main » l'emporte sur « Tout le monde doit avoir quatre cartes en main »). Enfin, si des cartes contradictoires sont d'une précision équivalente, la dernière carte jouée l'emporte.
Dans ce domaine, les règles spéciales comptent comme des cartes. En tant que telles, elles sont toujours prioritaires sur les règles basiques, mais elles peuvent être empêchées par d'autres cartes.